# اس‌ام یوبی-۳۷
اس‌ام یوبی-۳۷ (به انگلیسی: SM UB-37) یک زیردریایی بود. این زیردریایی در سال ۱۹۱۵ ساخته شد.